# Tomás Hirsch

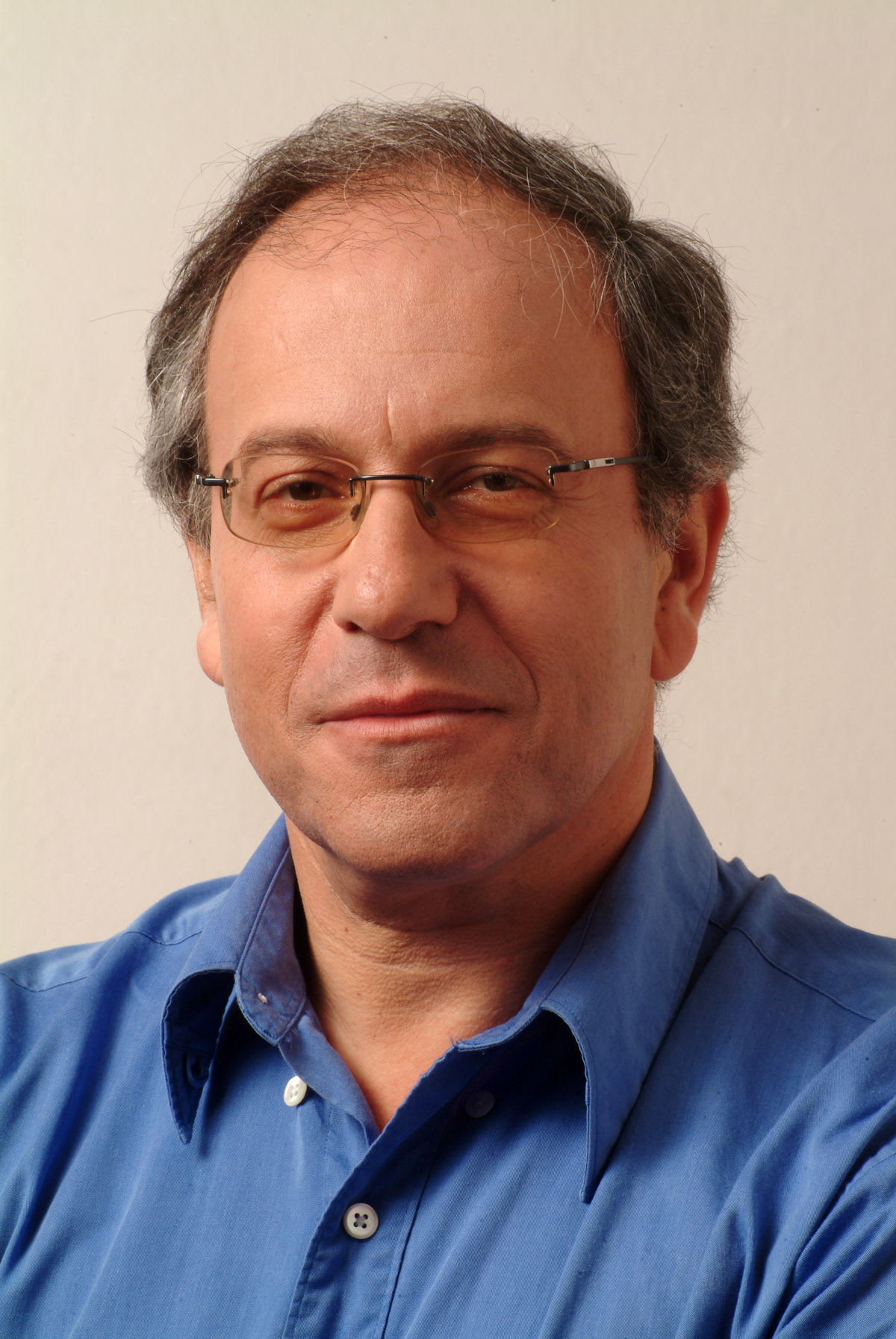
Tomás Hirsch (2005)

Tomás René Hirsch Goldschmidt (ur. 26 lipca 1956 w Santiago) – chilijski przedsiębiorca i polityk lewicowy, przywódca Partii Humanistycznej Chile, kandydat na prezydenta kraju w latach 1999 i 2005. Urodził się w rodzinie niemieckich Żydów, którzy schronili się w Chile przed prześladowaniem nazistowskim. W 1974 roku rozpoczął studia na wydziale inżynierii cywilnej Uniwersytetu Chile w Santiago, które jednak przerwał po czterech latach nie uzyskując dyplomu. Rozpoczął wówczas pracę w firmie fotograficznej swojego brata. Będąc przeciwnikiem reżimu Pinocheta został współtwórcą Partii Humanistycznej Chile (1983) doprowadzając do jej legalizacji jako pierwszej partii opozycyjnej od puczu w 1973 roku. W latach 1994–1999 był przewodniczącym tej partii. Był jednym z twórców Koalicji Partii na rzecz Demokracji i pełnił funkcję ambasadora Chile w Nowej Zelandii w latach 1990–1992. W 1993 roku doprowadził do wycofania się Partii Humanistycznej z Koalicji Partii na rzecz Demokracji. Z ramienia Partii Humanistycznej kandydował bezskutecznie na deputowanego w 1997 oraz prezydenta w 1999 i 2005.
Jest żonaty z Juanitą Vergarą (również działaczką Partii Humanistycznej) i ma dwoje dzieci.